# Кристалл (футбольный клуб, Чортков)
«Кристалл» (укр. Кристал ) — украинский футбольный клуб из города Чорткова Тернопольской области. 6 лет играл в первой лиге, 2 года во второй. В конце 90-х годов XX века команда потеряла профессиональный статус.
С сезона 2016/17 выступает в Любительской лиге Украины. Переименован в Кристалл с сезона 2017/18.

## История
Футбольная команда в Чорткове была организована в 1946 году под названием «Динамо». Команда выступала в любительском чемпионате Тернопольской области по футболу. С 1986 играла на первенство УССР среди коллективов физкультуры. В 1990 году клуб сменил название на «Кристалл».
В 1992 году команда стартовала в первой лиге Чемпионата Украины. В сезоне 1996/97 клуб занял последнее 24 место и опустился во вторую лигу. В сезоне 1998/99 из-за проблем финансирования не смог оплатить членский взнос в ПФЛ и был вынужден сняться с чемпионата после первого круга. Команда была лишена профессионального статуса и исключена из ПФЛ.
С сезона 2016/17 выступает в Любительской лиге Украины. Переименован в Кристалл с сезона 2017/18.

## Прежние названия
- 1946—?: «Динамо».
- 1986—1989: «Цукровик».
- 1990—1998: «Кристалл».
- 1998—2006: «Авианосец».
- 2015—2017: «Чортков-Педуниверситет».
- 2017—н.в.: «Кристалл».